# Mieczysław Meissner
Mieczysław Alfons Meissner (ur. 23 października 1877 w Emmowie (nazwa obowiązująca w latach 1815–1918 w zaborze pruskim, obecnie Rzepiszyn), zm. 7 stycznia 1938 w Grabowie nad Prosną) – polski ksiądz katolicki, społecznik. Zasłużony proboszcz średzkiej kolegiaty, organizator powstania wielkopolskiego na terenie Środy Wielkopolskiej. Pochowany na tamtejszym cmentarzu w kwaterze powstańców wielkopolskich. W 2001 r. został wybrany przez Średzian człowiekiem stulecia.

## Życiorys

### Dzieciństwo i studia
Urodził się w Emmowie (obecnie Rzepiszyn) koło Kruszwicy, 
Był najstarszym synem, jednym z czternaściorga dzieci Kazimiery z domu Hundt i Wojciecha Meissnera, właściciela folwarków Emmowo i Sławsk Wielki, uczestnika powstania styczniowego (1863), do którego przyłączył się wraz z kolegami z gimnazjum. Dziadek Mieczysława Meissnera, Andrzej, był uczestnikiem powstania listopadowego (1830). Jego młodszymi braćmi byli Czesław Meissner i Alfred.
Mieczysław Meissner uczęszczał do poznańskiego Gimnazjum św. Marii Magdaleny, gdzie nawiązał kontakty z konspiracyjnymi organizacjami młodzieży gimnazjalnej w zaborze pruskim; wspólnie m.in. ze Stefanem Rowińskim doprowadził do ich zjednoczenia i został ich naczelnym prezesem.
W roku 1900 zdał maturę i rozpoczął studia filozoficzno-teologiczne; studiował w Poznaniu i Gnieźnie.

### Okres przed wybuchem I wojny światowej
Po otrzymaniu 13 grudnia 1903 święceń kapłańskich, objął wikariat w Babimoście, gdzie przez trzy lata realizował otrzymane zadanie polonizowania parafii. Od roku 1906 przebywał w Poznaniu, będąc w latach 1906–1911 kolejno: wikariuszem, penitencjarzem i kaznodzieją katedralnym, a od roku 1911 – kaznodzieją gremialnym przy Kolegiacie św. Marii Magdaleny.
W roku 1907 współtworzył Związek Katolicko-Polskich Towarzystw Dobroczynnych w Wielkim Księstwie Poznańskim, a następnie pełnił funkcję sekretarza generalnego tej organizacji, m.in. gromadząc jej fundusze. W roku 1909 bez zgody zarządu Związku wykorzystał 3200 tys. marek na cele nowej organizacji – Dom Dobroczynności, w ramach której założył zakłady-przytułki dla wdów po polskich działaczach oraz dla pracujących dziewcząt i „Zakład dla dzieci kalekich im. Saturnina Gąsiorowskiego”. W zakładach zatrudniał polskie zakonnice, co chroniło je przed wysiedleniem w głąb Niemiec.
Od roku 1912 był proboszczem Kolegiaty w Środzie Wielkopolskiej i przywódcą ruchu narodowego w tej miejscowości. Konsekwentnie starał się o nadanie polskiego charakteru urzędom, tworząc „republikę średzką”.

### I wojna światowa
Po wybuchu I wojny światowej Mieczysław Meissner skutecznie chronił Polaków przed wcieleniem do pruskiej armii (dzięki dobrym stosunkom towarzyskim z lokalnymi pruskimi władzami) oraz utrzymywał konspiracyjne kontakty z przedstawicielami Narodowej Demokracji, m.in. Marianem Seydą. Gdy wybuchła rewolucja listopadowa roku 1918 utworzył w Środzie polską Radę Robotników i Żołnierzy, a następnie został prezesem Powiatowej Rady Ludowej. Był organizatorem 1 Kompanii Średzkiej i starostą średzkim (do połowy stycznia 1919).

### Dwudziestolecie międzywojenne
Był delegatem na Polski Sejm Dzielnicowy w Poznaniu w 1918 roku.
Po zakończeniu I wojny światowej Mieczysław Meissner m.in.:
- gromadził fundusze dla Komitetu Pomocy dla Kresów Wschodnich i Górnego Śląska,
- uczestniczył w agitacji w czasie plebiscytu na Górnym Śląsku,
- był duszpasterzem wychodźstwa polskiego w Niemczech,
- był kapelanem hufca ZHP w Środzie Wielkopolskiej,

oraz podejmował inne akcje społeczne (m.in. budowę kolonii robotniczej, założenie gimnazjum i in.).
Równocześnie prowadził wystawne życie i wzbogacał dużą prywatną kolekcję obrazów, co doprowadziło do konfliktów z parafianami i spowodowało przeniesienie przez władze duchowne do parafii w Grabowie nad Prosną (kwiecień 1936), gdzie zmarł w roku 1938. Został uroczyście pochowany 11 stycznia 1938 (zgodnie z jego wolą) w grobach powstańców wielkopolskich w Środzie Wielkopolskiej. Mowę żałobną w średzkiej kolegiacie wygłosił ksiądz Arnold Marcinkowski.